# Cistícola dels Aberdare
La cistícola dels Aberdare (Cisticola aberdare) és una espècie d'ocell passeriforme de la família Cisticolidae endèmica de les muntanyes de Kenya.

## Hàbitat i distribució
L'hàbitat natural són els prats d'alta muntanya tropicals. Està amenaçat per la pèrdua d'hàbitat.
La cistícola dels Aberdare es troba únicament a les muntanyes Aberdare a l'interior de Kenya.